# Vasudevan Baskaran
Vasudevan Baskaran, född den 17 augusti 1950 i Aarani, Indien, är en indisk landhockeyspelare.
Han tog OS-guld i herrarnas landhockeyturnering i samband med de olympiska landhockeytävlingarna 1980 i Moskva.